# Kolléram
Kolléram (auch: Dakoléram, Koléram) ist eine Landgemeinde im Departement Mirriah in Niger.

## Geographie
Kolléram liegt in der Sahelzone. Die Nachbargemeinden sind Gaffati im Norden, Mirriah im Nordosten, Gouna im Südosten, Dogo im Südwesten und die Regionalhauptstadt Zinder im Westen. Bei den Siedlungen im Gemeindegebiet handelt es sich um 14 Dörfer und 16 Weiler. Der Hauptort der Landgemeinde ist das Dorf Kolléram.
Der Norden der Landgemeinde besteht aus Niederungen mit eingestreuten Granitfelsen. Im Osten erstrecken sich sandige Ebenen und im Süden gibt es eine Abfolge von fixen und beweglichen Sanddünen. Die Landschaft hat den Charakter einer Baumsavanne. In Kolléram wachsen in hoher Dichte Affenbrotbäume (Adansonia digitata), deren Blätter, Früchte und Samen zu beliebten Nahrungsmitteln und Kosmetika weiterverarbeitet werden. Andere Baumarten in der Gemeinde sind unter anderem der Anabaum (Faidherbia albida), die Wüstendattel (Balanites aegyptiaca), die Arabische Gummi-Akazie (Vachellia nilotica), der Tamarindenbaum (Tamarindus indica) und Prosopis africana. Zu den hier verbreiteten Gräsern zählen Cenchrus biflorus, Cymbopogon proximus, Cyperus rotundus und Dactyloctenium aegyptium.

## Geschichte
Kolléram wurde 2002 im Zuge einer landesweiten Verwaltungsreform als eigenständige Landgemeinde aus dem Kanton Baban Tapki herausgelöst. Dessen Hauptort Baban Tapki fiel als Teil von Zinder V an den Gemeindeverbund Zinder.

## Bevölkerung
Bei der Volkszählung 2012 hatte die Landgemeinde 29.583 Einwohner, die in 4915 Haushalten lebten. Bei der Volkszählung 2001 betrug die Einwohnerzahl 18.526 in 3335 Haushalten.
Im Hauptort lebten bei der Volkszählung 2012 8913 Einwohner in 1524 Haushalten, bei der Volkszählung 2001 5540 in 996 Haushalten und bei der Volkszählung 1988 3576 in 635 Haushalten.
In ethnischer Hinsicht ist die Gemeinde ein Siedlungsgebiet von Damagarawa, Kanuri, Fulbe und Tuareg.

## Politik
Der Gemeinderat (conseil municipal) hat 12 gewählte Mitglieder. Mit den Kommunalwahlen 2020 sind die Sitze im Gemeinderat wie folgt verteilt: 6 MNSD-Nassara, 4 ARD-Adaltchi Mutunchi, 1 PNDS-Tarayya und 1 RDR-Tchanji.
Jeweils ein traditioneller Ortsvorsteher (chef traditionnel) steht an der Spitze der 14 Dörfer in der Gemeinde, darunter dem Hauptort.

## Wirtschaft und Infrastruktur
Die Hauptbeschäftigungen in Kolléram sind Ackerbau und Viehzucht, ferner Handel und Handwerk. Die Gemeinde liegt in einer Zone, in der Regenfeldbau betrieben wird.
Gesundheitszentren des Typs Centre de Santé Intégré (CSI) sind im Hauptort und im Dorf Dineye vorhanden. Das Gesundheitszentrum im Hauptort verfügt über ein eigenes Labor und eine Entbindungsstation. Der CEG Kolléram ist eine allgemein bildende Schule der Sekundarstufe des Typs Collège d’Enseignement Général (CEG). Beim Centre de Formation aux Métiers de Kolléram (CFM Kolléram) handelt es sich um ein Berufsausbildungszentrum.
An der asphaltierten Nationalstraße 1, der längsten Fernstraße Nigers, liegt das Dorf Kagna Magassa. Zwei wenig ausgebaute Landstraßen führen zur Nationalstraße 1: die 3,63 Kilometer lange Route 758 aus dem Hauptort Kolléram und die 3,59 Kilometer lange Route 760 aus dem zur Gemeinde gehörenden Dorf Baouchéri.

## Persönlichkeiten
- Laouan Magagi (* 1960), Politiker, geboren im zu Kolléram gehörenden Dorf Dineye